# Alice Bendix
Alice Bendix (* 13. November 1894 in Landsberg an der Warthe; † 1943 im KZ Auschwitz) war eine deutsche Wohlfahrtspflegerin.

## Leben und Wirken
Nach ihrer Ausbildung zur Kindergärtnerin, Hortnerin und Wohlfahrtspflegerin übernahm sie 1922 die Leitung des Landjugendheims Finkenkrug des Berliner Vereins Jugendheim sowie die Verantwortung für den dort (versuchsweise) neu errichteten Ausbildungszweig zu sogenannten Kinderheimpflegerinnen. Die Ausbildung dauerte ein Jahr und sollte die Schülerinnen befähigen, in Waisenhäusern und Kindererholungsheimen zu arbeiten. Alice Bendix arbeitete eng mit Anna von Gierke, Martha Abicht und Isa Gruner zusammen. Als der Verein Jugendheim zwangsaufgelöst wurde, übersiedelte Alice Bendix nach München.
Ab Februar 1935 zeichnete sie für das jüdische Kinderheim „Antonienheim“ in München verantwortlich, das neben dem regulären Heim noch eine Krippe, einen Kindergarten und Hort sowie ca. 40 Kindergartenschülerinnen betreute. Nach Einschätzung ihrer Biografin Oppenheimer war Alice Bendix eine "liebevolle, gerechte, aber auch strenge Heimleiterin", die sehr darauf bedacht war, dass die Zöglinge sowie die weiteren Bewohner des Heimes nicht in irgendeiner Weise negativ auffielen, zumal das Heim als jüdische Einrichtung im Fokus der Öffentlichkeit stand.
Alice Bendix hatte alle Hilfe zur rettenden Flucht ins Ausland, u. a. zu ihrem Bruder in die Schweiz, entschieden zurückgewiesen. Sie  wollte in ihrer Stellung bleiben, solange, wie sie schrieb, noch ein jüdisches Kind lebt und leidet, dem ich helfen kann. Nach der Liquidierung des Antonienheims im Jahre 1942 wurden die Heimleiterin, die Heimkinder und weitere Bewohner der Einrichtung in das Barackenlager von Milbertshofen, dann in das Sammellager in Berg am Laim deportiert. Gemeinsam mit anderen Betreuerinnen begleitete Alice Bendix am 13. März 1943 die letzten Kinder des Heims auf der Fahrt in den Tod. Sie selbst wurde erst nach Theresienstadt, dann im Herbst desselben Jahres nach Auschwitz deportiert. Nach einer Zeugenaussage wurde sie nach der Ankunft selektiert und in der Gaskammer ermordet.
Das Berufliche Schulzentrum Antonienstraße in München trägt seit 2004 den Namen „Berufliches Schulzentrum Alice Bendix“.

## Werke
- 10 Jahre Landjugendheim Finkenkrug (Osthavelland), Berlin 1932

## Quelle
- Manfred Berger: Elisabeth Kitzinger (1881–1966) und die jüdische Wohlfahrtsarbeit in München (1904–1943). In: Landeshauptstadt München (Hrsg.): Jüdisches Leben in München. München 1995, ISBN 3-927984-38-8, S. 57–63.
- Bertha-Susanne Oppenheimer: Recherchen zu Elisabeth Kitzinger (1881–1966) und ihr Wirken für die jüdische Jugendfürsorge in München (1904–1943). München 2006.